# Joseph Pothier
Dom Joseph Pothier OSB (ur. 7 grudnia 1835 w Bouzemont w departamencie Wogezy, zm. 8 grudnia 1923 w klasztorze Conques w Sainte-Cécile) – francuski muzykolog, badacz i wydawca chorału, benedyktyn.

## Życiorys
W 1858 roku przyjął święcenia kapłańskie, następnie podjął posługę w diecezji Saint-Dié. W 1859 roku wstąpił do benedyktyńskiego opactwa św. Piotra w Solesmes, gdzie rok później złożył śluby zakonne. W 1862 roku został subprzeorem tego zgromadzenia, a w 1866 roku wykładowcą teologii. W latach 1892–1914 był redaktorem „Revue du chant grégorien”. Od 1893 roku był przeorem opactwa św. Marcina w Ligugé, a od 1898 roku opatem w restytuowanym klasztorze św. Wandrille’a z Fontenelle. Po wymierzonych w zgromadzenia zakonne reformach ministra Waldecka-Rousseau w 1901 roku wyjechał do Belgii.
Od 1860 roku uczestniczył pod kierownictwem Prospera Guérangera w pracach nad wydaniem nowych ksiąg liturgicznych dla francuskiej kongregacji benedyktynów. Dokonał transkrypcji z najstarszych znanych źródeł chorałowych. Przyczynił się do przywrócenia pierwotnej wersji chorału gregoriańskiego i oczyszczenia go z XVII- i XVIII-wiecznych zniekształceń. Początkowo jego prace, pomimo dobrego przyjęcia w środowisku badawczym, nie znalazły uznania ze strony Watykanu, preferującego wydania ratyzbońskiej oficyny Pusteta. Dopiero w 1904 roku papież Pius X powołał go na przewodniczącego komisji mającej opracować nowe wydanie śpiewów liturgicznych (Editio Vaticana). Opracowane przez nią nowe wydania Kyriale (1905), Graduale (1908) i Antiphonale Romanum (1912) oparto w znacznej mierze na pracach Pothiera.

## Prace
(na podstawie materiałów źródłowych)
- Le chant de l’église de Lyon du VIII-e au XVIII-e siècle (1881)
- De la virga dans les neumes (1882)
- De la syllabe pénultie des proparoxytons dans le chant grégorien (1906)

## Wydania źródłowe
(na podstawie materiałów źródłowych)
- Les mélodies grégoriennes d’après la tradition (Tournai 1880)
- Liber gradualis (Tournai 1883)
- Processionale monasticum (Solesmes 1888)
- Varie preces (Solesmes 1888)
- Liber antiphonarius (Solesmes 1891)
- Liber responsorialis (Solesmes 1895)
- Cantus mariales (Paryż 1903)